# Golden Hind (1576)
Golden Hind (1576) (Ґолден Гайнд, з англ. — «Золота олениця») — флагманський трищогловий галеон Френсіса Дрейка при його навколосвітній подорожі (1577—1580). З шести кораблів ескадри Дрейка, він єдиний повернувся до Англії після 2 років 10 місяців та 11 днів плавання.

## Історія
Галеон вирушив у навколосвітню подорож під назвою «Пелікан» (англ. Pelican). Перед проходом Магелланової протоки Дрейк назвав галеон «Золота олениця» (англ. Golden Hind) на честь спонсора подорожі, лорд-канцлера, сера Христофера Гаттона, у гербі якого була золота олениця. Площа вітрил становила 386 м².
У квітні 1581 після повернення у порті Дептфорд біля Лондона на палубі «Золотої олениці» королева Єлизавета посвятила Дрейка у лицарі. На згадку про другу в історії навколосвітню подорож, галеон простояв 80 років у порту. За часів правління Карла ІІ, корпус галеона став непридатним для використання. За наказом короля в 1662 році придатні дубові дошки з обшивки галеона використали  для виготовлення пам'ятних крісел для університетської бібліотеки Оксфорду (Bodleian Library).
Впродовж 2-ї пол. ХХ ст. було виготовлено декілька реплік «Золотої олениці». Репліка 1973 року повторила маршрут навколосвітньої подорожі Дрейка. «Золота олениця» є доволі популярною серед моделістів перш за все завдяки доступності її креслень.